# Geneefse Conventies
De Geneefse Conventies is de verzamelnaam voor de verdragen die van 1864 tot 1949 zijn geformuleerd in Genève en die, als onderdeel van het internationaal humanitair recht, de rechtsregels bepalen ten tijde van een gewapend conflict. De conventies zijn het resultaat van de inspanningen van de Zwitser Henri Dunant, die gemotiveerd was door de oorlogsverschrikkingen die hij zag tijdens de Slag van Solferino in 1859. Henri Dunant was tevens stichter van het Rode Kruis. Beschuldigingen van schending van de Geneefse Conventies kunnen door de landen die de conventies hebben ondertekend voor het Internationaal Gerechtshof of het Permanent Hof van Arbitrage in Den Haag worden gebracht.

## Leden
Op 21 augustus 2006 maakte het Internationale Rode Kruis bekend dat met de ondertekening van de verdragen door Nauru en Montenegro alle landen ter wereld (194 in totaal) zich aan de conventies onderwerpen. Hiermee zijn dit de eerste verdragen die wereldwijd aanvaard zijn. Het aantal leden is met de toetreding van Zuid-Soedan op 25 januari 2011 en Palestina op 2 april 2014 gestegen tot 196.

## De Geneefse Conventies van 1949
- De Eerste Geneefse Conventie (oorspronkelijk uit 1864): voor de verbetering van het lot der gewonden en zieken, zich bevindende bij de strijdkrachten te velde
- De Tweede Geneefse Conventie (oorspronkelijk uit 1868): voor de verbetering van het lot der gewonden, zieken en schipbreukelingen van de strijdkrachten ter zee.
- De Derde Geneefse Conventie (oorspronkelijk uit 1929): betreffende de behandeling van krijgsgevangenen.
- De Vierde Geneefse Conventie (1949) betreffende de bescherming van burgers in oorlogstijd.
  - Elk van de Verdragen van 1949 kreeg artikel 3 toegevoegd dat de noodzakelijke beginselen voorschrijft waaraan partijen zich moeten houden bij een niet-internationaal gewapend conflict. Artikel 3 is gelijk in elk verdrag.

De conventies werden later met drie protocollen aangevuld (die niet door alle landen zijn geratificeerd):
- Het Eerste Aanvullende Protocol bij de Verdragen van Genève (1977): betreffende de bescherming van slachtoffers van internationale gewapende conflicten.
- Het Tweede Aanvullende Protocol bij de Verdragen van Genève (1977): betreffende de bescherming van slachtoffers van niet-internationale gewapende conflicten.
- Het Derde Aanvullende Protocol bij de Verdragen van Genève (2005): betreffende de aanvaarding van een aanvullend onderscheidend embleem. Dit verdrag stelt de rode ruit in als embleem naast het rode kruis en de rode halve maan.